# Kaźmierz
Kaźmierz (in tedesco Kazmierz) è un comune rurale polacco del distretto di Szamotuły, nel voivodato della Grande Polonia.
Ricopre una superficie di 128,2 km² e nel 2004 contava 7 112 abitanti.